# Yaser Tulefat
Yaser Khalil Ebrahim Abdulla Tulefat (* 24. Juni 1974) ist ein ehemaliger bahrainischer Fußballschiedsrichterassistent.
Von 2008 bis 2020 stand Tulefat auf der Liste der FIFA-Schiedsrichter und wurde bei internationalen Fußballspielen eingesetzt, meist als Assistent von Nawaf Shukralla und unter anderem in der AFC Champions League.
Als Schiedsrichterassistent war Tulefat bei vielen internationalen Turnieren im Einsatz, darunter bei der Klub-Weltmeisterschaft 2012 in Japan, bei der U-20-Weltmeisterschaft 2013 in der Türkei, bei der Weltmeisterschaft 2014 in Brasilien, bei der U-17-Weltmeisterschaft 2017 in Indien, bei der U-23-Asienmeisterschaft 2018, bei der Weltmeisterschaft 2018 in Russland und bei der Asienmeisterschaft 2019, jeweils als Assistent von Nawaf Shukralla.